# Dymitrów Mały
Dymitrów Mały – wieś w Polsce położona w województwie podkarpackim, w powiecie tarnobrzeskim, w gminie Baranów Sandomierski.
| SIMC    | Nazwa  | Rodzaj    |
| ------- | ------ | --------- |
| 0787402 | Koło   | część wsi |
| 0787419 | Zawoda | część wsi |

W latach 1975–1998 miejscowość administracyjnie należała do województwa tarnobrzeskiego. Od 1999 r. po reformie administracyjnej wieś weszła w skład województwa podkarpackiego.
Miejscowa ludność wyznania katolickiego przynależy do Parafii Ścięcia św. Jana Chrzciciela w Baranowie Sandomierskim.

## Historia wsi
O wsi pisze „Słownik geograficzny Królestwa Polskiego i innych krajów słowiańskich” Demitrów wielki i mały u Jana Długosza Dmytrow wieś w pobliżu Wisły, pow. Tarnobrzeski parafia Baranów (odl. 3 klm). W połowie XV w. istnieje tu kościół parafialny drewniany pw. św. Katarzyny. Długosz podaje, iż kościół zagrożony podmyciem przez nurt Wisły potrzebuje przeniesienia. Widocznie z czasem uległ zniszczeniu. W r. 1578 istnieje tu jeszcze parafia, a wieś należy do Andrzeja Leszczyńskiego herbu Wieniawa. Wchodziła w skład dóbr Baranów.
Dymitrów Mały leży przy prawym brzegu Wisły. Wieś położona jest na terenie równinnym. Wynikiem rozwoju osadnictwa było znaczne zagęszczeniem sieci osad co prowadziło do sporów granicznych i konieczności ścisłego rozgraniczenia wsi i całych kompleksów majątkowych. Już w roku 1515 doszło do sporu między Janem Szczepickim z Dymitrowa a Stanisławem z Kurozwęk i Borowna o 1000 grzywien wadium z powodu nieodnowienia granic między dobrami: Dymitrów, Wola Dymitrowska i Otoka a należącymi do Kurozwęckich posiadłościami: Baranów, Wojków i Skopanie. Rozgraniczenie terytorialne wiosek znacznie odbiegały od ich obecnych granic administracyjnych. Wpłynął na to przede wszystkim rozwój osadnictwa trzech stuleci. W początku XVII w. Jaślany graniczyły od zachodu z wioskami należącymi do Zbigniewa Ossolińskiego, wojewody sandomierskiego: Babichą, Młodochowem i Borkami, od północy z Nędzowem – posiadłością Tarły, wojewodzica lubelskiego, oraz lasem. Natomiast w kierunku wschodnim tereny jaślańskie rozciągały się do lasów Rafała Leszczyńskiego w kluczu baranowskim. Teren Padwi sięgał na północy do wsi szlacheckich: Wojkowa, Dymitrowa, Skopania oraz miasteczka Baranowa, a w kierunku wschodnim – do pól młynarza Knapa, poddanego szlachcica Wiślickiego. Zasięg włości koronnych wyznaczały kopce ziemne wznoszone na granicy posiadłości. Nie zapewniały one jednak trwałych rozgraniczeń z dobrami szlacheckimi. Często zachłanny sąsiad przyłączał część ziemi, lub nawet lokował nową wieś. W roku około 1569 szlachcic Jan i Jerzy Dymitrowscy też osadzili za kopcami granicznymi w Czajkowej trzech kmieci na półtora łana ziemi karczując część lasu pod zamierzone osadnictwo.Poczynania te oburzyły starostę, że „szkody się dzieją w puszczy”. Lokacje nowych wsi powodowały zatargi ze starostami, którzy bardziej przeceniali straty wynikłe z powodu karczunku lasu, aniżeli korzyści gospodarcze, płynace z osadzania nowej wsi.Szczególną zachłannością terenów królewskich wyróżnił się Rafał Leszczyński z Baranowa, który naruszył zatwierdzone przez komisje lustratorskie rozgraniczenia. W okolicy Padwi „siła gruntu y lasów Króla JMci odjęto przeciwko dawnym komisjom y kopcom starym” – uskarża się starosta lustratorom królewskim w 1611 roku. Wokół Dymitrowa znajduje się kilka stawów.O stawach istniejących na tym terenie w okresie średniowiecza są wzmianki w XIV, XV i XVI -wiecznych dokumentach, i tak np. Jan Długosz wymienia w pobliżu Dymitrowa jeziora Wielkie Błoto i Graboszów
Dymitrów Mały znajdował się w granicach powiatu mieleckiego administracyjnego który, powstał w czasie reformy podziału administracyjnego Galicji w latach 1853–1855, jako jeden z dziesięciu w cyrkule tarnowskim.Powiat Mielecki Administracyjny działalność urzędową rozpoczął od 29 IX 1855 r. Siedzibą starostwa powiatowego był budynek główny dawnego klasztoru trynitarzy, usytuowanego przy drodze do Sandomierza. Starostwo zajmowało się wyłącznie sprawami związanymi z zadaniami administracji państwowej. W granicach powiatu znalazły się miasta (miasteczka w galicyjskiej nomenklaturze): Mielec i Baranów oraz wsie: Babule, Borki Nizińskie, Borowa, Brzyście, Chorzelów, Chrząstów, Cyranka, Czajkowa, Domacyny, Durdy, Dymitrów Mały, Dymitrów Wielki, Gawłuszowice, Gliny Małe, Goleszów, Grochowe, Hyki-Dębiaki, Jaślany, Josefsdorf (później Józefów), Kębłów, Kliszów, Knapy, Krzemienica, Malinie, Młodochów, Nagnajów, Ostrówek, Padew, Piechoty, Pierzchne, Pluty, Pławo, Przykop, Reichsheim (później Sarnów), Rożniaty, Rzędzianowice, Sadkowa Góra, Schönanger (później Orłów), Siedleszczany, Skopanie, Suchorzów, Szydłowiec, Toporów, Trześń, Tuszów, Wojków, Wojsław, Wola Chorzelowska, Wola Gołego (później Wola Baranowska), Wola Pławska, Wola Zdakowska, Zachwiejów, Zaduszniki, Zarównie i Złotniki. Powierzchnia powiatu wynosiła 8,1 mil², a liczba mieszkańców – około 27 770. Sąsiadem od południa i zachodu był powiat zasowski (zassowski), od północy tarnobrzeski, a od wschodu kolbuszowski. Granice powiatów były wytyczone w dużej mierze przypadkowo i w wielu przypadkach nie uwzględniały miejscowych uwarunkowań komunikacyjnych, gospodarczych i kulturowych.
Po kilku latach uwidoczniły się liczne niedogodności, toteż w latach 60., korzystając z przyznanej autonomii, przeprowadzono kolejną reformę podziału administracyjnego Galicji. W rezultacie rozporządzenia galicyjskiego rządu krajowego z 23 I 1867 r. utworzono 74 większe powiaty. Oddano: Baranów, Dymitrów Mały, Dymitrów Wielki, Nagnajów, Siedleszczany, Skopanie, Suchorzów i Wolę Gołego do powiatu tarnobrzeskiego.
Dymitrów Mały w latach 1920–1944 wchodził w skład powiatu tarnobrzeskiego województwa lwowskiego (utworzone 23 grudnia 1920) ze stolicą we Lwowie oraz w okrojonej postaci w latach 1944–1945 (18 sierpnia 1945 przekształcone w województwo rzeszowskie).
Od XIII w. do 1628 r. istniała parafia łacińska w Dymitrowie. W latach 1575–1578 Andrzej Leszczyński oddał kościół parafialny pod wezwaniem św. Katarzyny P. i M. na zbór kalwinom. Sądzić należy, że był tam silny ośrodek reformacyjny, skoro biskup krakowski Marcin Szyszkowski 25 sierpnia 1628 r. z powodu sprofanowania kościoła przez „niegodziwych heretyków” zlikwidował parafię i przyłączył ją do parafii w Padwi. Tak samo i z tego powodu zlikwidował sąsiednią parafię w Baranowie Sandomierskim, przyłączając ją też do parafii w Padwi. Z tej przyczyny parafia łacińska w Padwi w 1646 r. obejmowała 12 wsi i około 4 tysiące dusz. Dopiero w 1652 r. Bogusław Leszczyński zwrócił kościół w Dymitrowie katolikom.
Dwa kilometry na południe gdzie kończy się wieś Dymitrów Mały a zaczyna się wieś Dymitrów Duży, można zobaczyć kopiec o wysokości około 10 m. W miejscu tym znajdował się dawniej kościół pod wezwaniem św. Katarzyny P. i M.
Kościółek jednak popadł w ruinę a jego pozostałości pochłonęła woda po tym, gdy Wisła zmieniła koryto. W czasie kampanii wrześniowej i walk o przyczółek baranowsko-sandomierski na terenie wsi toczyły się walki.
Kopiec powstał z inicjatywy obecnego proboszcza baranowskiej parafii ks. Andrzeja Machowicza. W 1999 roku, tuż przed obchodami Roku Jubileuszowego, wpadł na pomysł by usypać go w miejscu, gdzie był postawiony pierwszy kościół. W bezpośrednim sąsiedztwie kopca odbywają się uroczystości patriotyczne i religijne. Plac otrzymał nazwę Sursum Corda (łac. w górę serca) i podobnie jak kopiec, dedykowany jest ojcu świętemu Janowi Pawłowi II.

## Wzmianki o szkolnictwie
Dnia 3 kwietnia 1905 roku orzeczeniem C. K. Rady Szkolnej Krajowej ze związku szkolnego gminy Baranów wyłączono wsie: Dymitrów Mały, Dymitrów Duży, Skopanie i Suchorzów. Od 1 września 1905 roku zorganizowano w nich osobne szkoły jednoklasowe. Trwało to do 1 lutego 1925 roku, kiedy władze kuratoryjne mianowały Ludwika Napoleona Wnękowskiego, stałym kierownikiem 7-klasowej szkoły powszechnej w Baranowie Galicyjskim. 25 września 1925 roku jednoklasowa szkoła w Dymitrowie Małym przestała istnieć. Zgodnie z postanowieniem Kuratorium Okręgowego wieś Dymitrów Mały wcielono do obwodu szkolnego w Baranowie, a dzieci szkolne z tej wioski zobowiązano do uczęszczania do szkoły powszechnej w Baranowie. 13 października 1925 roku do tutejszej szkoły przybyło 56 dzieci z Dymitrowa Małego, które zostały rozdzielone według wieku i lat nauki do poszczególnych klas. Obecnie w Baranowie Sandomierskim istnieje Zespół Szkół i Placówek tj. Przedszkole Publiczne, Publiczna Szkoła Podstawowa im. ks. Jana Twardowskiego, Publiczne Gimnazjum im. ks. Jana Twardowskiego, Liceum Ogólnokształcące.
Do miejscowości wjeżdża się z Baranowa Sandomierskiego, od strony renesansowego zamku wzniesionego przez ród Leszczyńskich zwanego „Małym Wawelem”.
W Dymitrowie Małym można zobaczyć wiele pamiątek kultu religijnego, w postaci krzyży i przydrożnych kapliczek. Jedna z nich znajduje się przy wjeździe do wsi od strony baranowskiego zamku. Jest to kapliczka maryjna z 1925 roku ufundowana przez rodzinę Szutryków. Natomiast z drugą figurką związana jest historia często opowiadana przez mieszkańców. Otóż w 1932 roku miał miejsce wylew Wisły i miejscowość nawiedziła powódź. Kiedy woda opadła, w drzewach na końcu wsi mieszkańcy znaleźli drewnianą figurkę św. Jana Nepomucena. Zgodnie zdecydowali, że pozostanie ona w tym miejscu, gdyż według tradycji ludowej był on świętym, który chronił pola i zasiewy przed powodzią, jak również i suszą. Wybudowali cokół oraz daszek i postawili figurkę pośród drzew, gdzie przetrwała drugą wojnę światową. Po wojnie figurka została odrestaurowana. Kapliczkę osłaniają dwa potężne klony, które posiadają jeden wspólny konar, co dla mieszkańców jest swoistym cudem natury.
Na południowym jej krańcu (na granicy wsi Dymitrów i Przykop) stoi krzyż z Chrystusem, który został poświęcony w 1982 r. przez biskupa tarnowskiego Jerzego Ablewicza. Jest on kopią krzyża z 1899 r. znajdującego się w tym samym miejscu.
Od 1900 r. we wsi działa Ochotnicza Straż Pożarna.
Dymitrów Mały jest przykładem wsi łańcuchówki, gdyż większość gospodarstw zlokalizowana jest wzdłuż drogi.